# Liste der russischen Föderationssubjekte nach dem Index der menschlichen Entwicklung
Folgende Liste sortiert russische Föderationssubjekte nach ihrem Index der menschlichen Entwicklung (Human Development Index).
Der Human Development Index ist eine Methode, den Entwicklungsstand eines Landes oder einer Region zu berechnen. Der HDI berücksichtigt nicht nur das Bruttonationaleinkommen pro Kopf, sondern ebenso die Lebenserwartung und die Dauer der Ausbildung anhand der Anzahl an Schuljahren, die ein 25-Jähriger absolviert hat, sowie der voraussichtlichen Dauer der Ausbildung eines Kindes im Einschulungsalter. Der HDI wurde im Wesentlichen von dem pakistanischen Ökonomen Mahbub ul Haq entwickelt, der eng mit dem indischen Ökonomen Amartya Sen sowie dem britischen Wirtschaftswissenschaftler und Politiker Meghnad Desai zusammenarbeitete.

## Berechnungsmethode
Ab dem Bericht über die menschliche Entwicklung 2010 werden die drei Dimensionen wie folgt berechnet:
- Lebenserwartungsindex: Lebenserwartung bei Geburt (LE)
- Bildungsindex: Durchschnittliche Schulbesuchsdauer (DSD) und voraussichtliche Schulbesuchsdauer (VSD) in Jahren
- Lebensstandard: Bruttonationaleinkommen (BNE) pro Kopf (BNEpk), KKP US$

1. Lebenserwartungs-Index (LEI) {\displaystyle ={\dfrac {{\text{LE}}-20}{85{,}0-20}}}
2. Bildungs-Index (BI) {\displaystyle ={\dfrac {{\text{DSDI}}+{\text{VSDI}}}{2}}}
2.1. Durchschnittliche-Schulbesuchsdauer-Index (DSDI) {\displaystyle ={\dfrac {{\text{DSD}}-0}{15{,}0-0}}}
2.2. Voraussichtliche-Schulbesuchsdauer-Index (VSDI) {\displaystyle ={\dfrac {{\text{VSD}}-0}{18{,}0-0}}}
3. Einkommensindex (EI) {\displaystyle ={\dfrac {\ln({\text{BNEpk}})-\ln(100)}{\ln(75000)-\ln(100)}}}

Zum Schluss wird der HDI als geometrisches Mittel aus den drei Dimensionen errechnet: {\displaystyle {\text{HDI}}={\sqrt[{3}]{{\text{LEI}}\cdot {\text{BI}}\cdot {\text{EI}}}}.}
LE: Lebenserwartung bei Geburt
DSD: Durchschnittliche Schulbesuchsdauer (Anzahl Jahre, die eine 25-jährige Person oder älter die Schule besucht hat)
VSD: Voraussichtliche Schulbesuchsdauer (Anzahl Jahre, die ein 5-jähriges Kind voraussichtlich zur Schule gehen wird)
BNEpk: Bruttonationaleinkommen pro Kopf kaufkraftbereinigt in US-Dollar

## Föderationssubjekte nach HDI
Liste der russischen Föderationssubjekte nach ihrem HDI im Jahre 2010. Alle Angaben stammen aus dem Nationalen Index des menschlichen Entwicklung der UN aus dem Jahre 2013.

Karte mit dem HDI von Russland nach Region (2016).
> 0.950
0.900 – 0.950
0.850 – 0.900
0.800 – 0.850
< 0.800

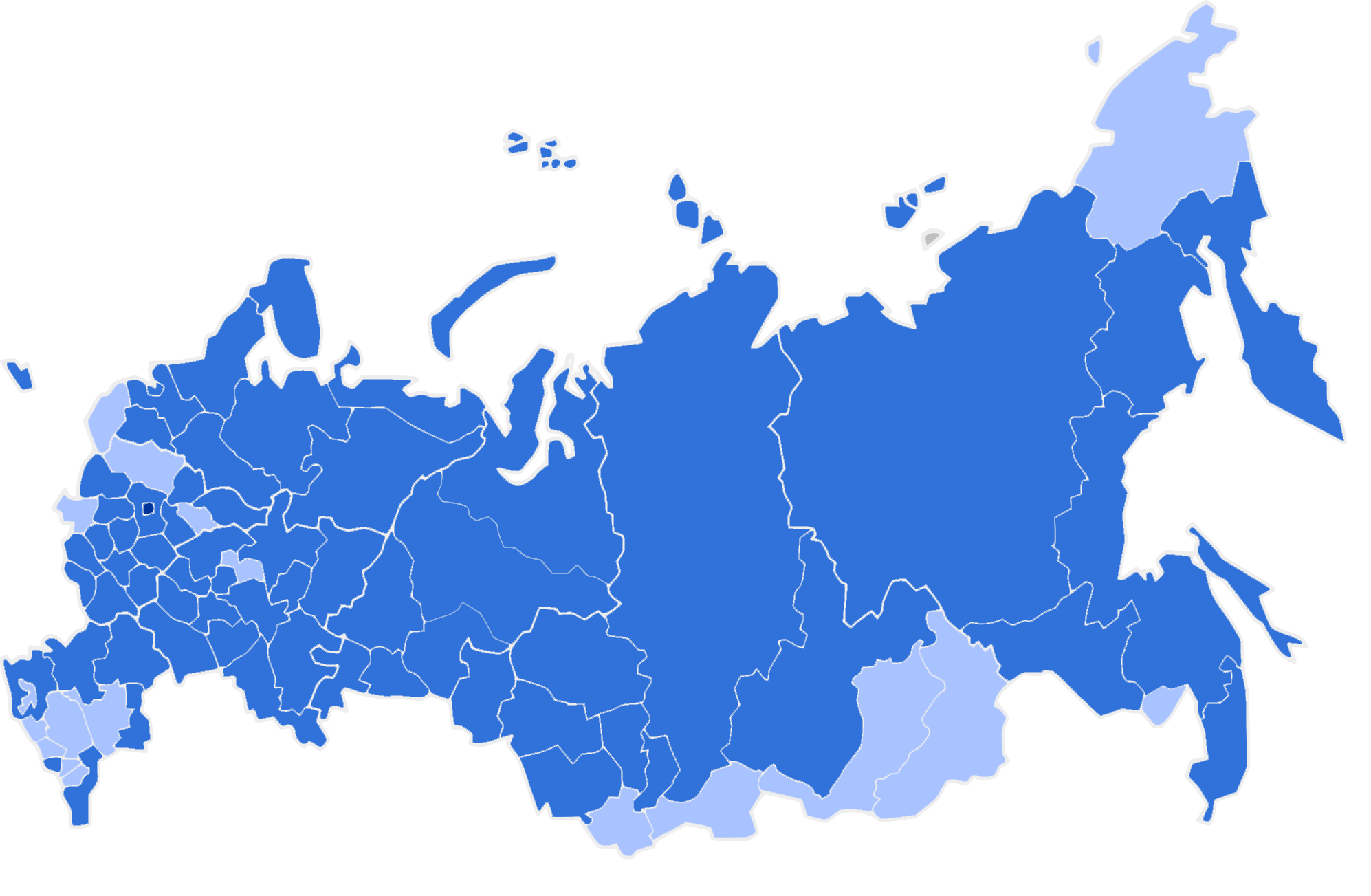
Karte mit dem HDI von Russland nach Region (2010).
Sehr hohe menschliche Entwicklung (0.900–1.000)
Hohe menschliche Entwicklung (0.800–0.899)
Mittlere menschliche Entwicklung (0.700–0.799)

| Rang                              | Föderationssubjekt                 | 2010 HDI                          |                                   |                                   |                                   |
| Sehr hohe menschliche Entwicklung | Sehr hohe menschliche Entwicklung  | Sehr hohe menschliche Entwicklung | Sehr hohe menschliche Entwicklung | Sehr hohe menschliche Entwicklung | Sehr hohe menschliche Entwicklung |
| --------------------------------- | ---------------------------------- | --------------------------------- | --------------------------------- | --------------------------------- | --------------------------------- |
| 1                                 | Moskau                             | 0.931                             |                                   |                                   |                                   |
| Hohe menschliche Entwicklung      |                                    |                                   |                                   |                                   |                                   |
| 2                                 | Sankt Petersburg                   | 0.887                             |                                   |                                   |                                   |
| 3                                 | Oblast Tjumen (mit AKCMJ und AKJN) | 0.887                             |                                   |                                   |                                   |
| 4                                 | Sachalin                           | 0.871                             |                                   |                                   |                                   |
| 5                                 | Belgorod                           | 0.866                             |                                   |                                   |                                   |
| 6                                 | Republik Tatarstan                 | 0.864                             |                                   |                                   |                                   |
| 7                                 | Krasnojarsk                        | 0.854                             |                                   |                                   |                                   |
| 8                                 | Komi                               | 0.853                             |                                   |                                   |                                   |
| 9                                 | Tomsk                              | 0.852                             |                                   |                                   |                                   |
| 10                                | Republik Sacha (Jakutien)          | 0.844                             |                                   |                                   |                                   |
|                                   | Russland                           | 0.843                             |                                   |                                   |                                   |
| 11                                | Orenburg                           | 0.842                             |                                   |                                   |                                   |
| 12                                | Swerdlowsk                         | 0.842                             |                                   |                                   |                                   |
| 13                                | Omsk                               | 0.840                             |                                   |                                   |                                   |
| 14                                | Kursk                              | 0.839                             |                                   |                                   |                                   |
| 15                                | Magadan                            | 0.839                             |                                   |                                   |                                   |
| 16                                | Archangelsk (mit Nenzen)           | 0.836                             |                                   |                                   |                                   |
| 17                                | Lipezk                             | 0.833                             |                                   |                                   |                                   |
| 18                                | Baschkortostan                     | 0.832                             |                                   |                                   |                                   |
| 19                                | Krasnodar                          | 0.831                             |                                   |                                   |                                   |
| 20                                | Tscheljabinsk                      | 0.831                             |                                   |                                   |                                   |
| 21                                | Murmansk                           | 0.831                             |                                   |                                   |                                   |
| 22                                | Nowosibirsk                        | 0.830                             |                                   |                                   |                                   |
| 23                                | Jaroslawl                          | 0.828                             |                                   |                                   |                                   |
| 24                                | Udmurtien                          | 0.828                             |                                   |                                   |                                   |
| 25                                | Samara                             | 0.827                             |                                   |                                   |                                   |
| 26                                | Perm                               | 0.827                             |                                   |                                   |                                   |
| 27                                | Kemerowo                           | 0.825                             |                                   |                                   |                                   |
| 28                                | Saratow                            | 0.824                             |                                   |                                   |                                   |
| 29                                | Orjol                              | 0.823                             |                                   |                                   |                                   |
| 30                                | Wolgograd                          | 0.822                             |                                   |                                   |                                   |
| 31                                | Irkutsk                            | 0.822                             |                                   |                                   |                                   |
| 32                                | Kaliningrad                        | 0.821                             |                                   |                                   |                                   |
| 33                                | Nischni Nowgorod                   | 0.820                             |                                   |                                   |                                   |
| 34                                | Kaluga                             | 0.820                             |                                   |                                   |                                   |
| 35                                | Oblast Moskau                      | 0.820                             |                                   |                                   |                                   |
| 36                                | Karelien                           | 0.819                             |                                   |                                   |                                   |
| 37                                | Wologda                            | 0.818                             |                                   |                                   |                                   |
| 38                                | Nordossetien-Alanien               | 0.817                             |                                   |                                   |                                   |
| 39                                | Chabarowsk                         | 0.816                             |                                   |                                   |                                   |
| 40                                | Rostow                             | 0.816                             |                                   |                                   |                                   |
| 41                                | Primorje                           | 0.814                             |                                   |                                   |                                   |
| 42                                | Chakassien                         | 0.814                             |                                   |                                   |                                   |
| 43                                | Woronesch                          | 0.813                             |                                   |                                   |                                   |
| 44                                | Astrachan                          | 0.812                             |                                   |                                   |                                   |
| 45                                | Kamtschatka                        | 0.812                             |                                   |                                   |                                   |
| 46                                | Tschuwaschien                      | 0.812                             |                                   |                                   |                                   |
| 47                                | Rjasan                             | 0.811                             |                                   |                                   |                                   |
| 48                                | Uljanowsk                          | 0.811                             |                                   |                                   |                                   |
| 49                                | Mordwinien                         | 0.810                             |                                   |                                   |                                   |
| 50                                | Leningrad                          | 0.809                             |                                   |                                   |                                   |
| 51                                | Kurgan                             | 0.809                             |                                   |                                   |                                   |
| 52                                | Kirow                              | 0.808                             |                                   |                                   |                                   |
| 53                                | Nowgorod                           | 0.808                             |                                   |                                   |                                   |
| 54                                | Kostroma                           | 0.806                             |                                   |                                   |                                   |
| 55                                | Tambow                             | 0.806                             |                                   |                                   |                                   |
| 56                                | Republik Altai                     | 0.805                             |                                   |                                   |                                   |
| 57                                | Smolensk                           | 0.804                             |                                   |                                   |                                   |
| 58                                | Amur                               | 0.803                             |                                   |                                   |                                   |
| 59                                | Tula                               | 0.802                             |                                   |                                   |                                   |
| 60                                | Pensa                              | 0.802                             |                                   |                                   |                                   |
| 61                                | Dagestan                           | 0.802                             |                                   |                                   |                                   |
| 62                                | Wladimir                           | 0.800                             |                                   |                                   |                                   |
| Mittlere menschliche Entwicklung  |                                    |                                   |                                   |                                   |                                   |
| 63                                | Adygeja                            | 0.799                             |                                   |                                   |                                   |
| 64                                | Brjansk                            | 0.798                             |                                   |                                   |                                   |
| 65                                | Tschukotka                         | 0.798                             |                                   |                                   |                                   |
| 66                                | Twer                               | 0.797                             |                                   |                                   |                                   |
| 67                                | Stawropol                          | 0.797                             |                                   |                                   |                                   |
| 68                                | Mari El                            | 0.796                             |                                   |                                   |                                   |
| 69                                | Burjatien                          | 0.796                             |                                   |                                   |                                   |
| 70                                | Kabardino-Balkarien                | 0.795                             |                                   |                                   |                                   |
| 71                                | Inguschetien                       | 0.790                             |                                   |                                   |                                   |
| 72                                | Transbaikalien                     | 0.790                             |                                   |                                   |                                   |
| 73                                | Jüdische Autonome Oblast           | 0.786                             |                                   |                                   |                                   |
| 74                                | Karatschai-Tscherkessien           | 0.785                             |                                   |                                   |                                   |
| 75                                | Kalmückien                         | 0.782                             |                                   |                                   |                                   |
| 76                                | Pskow                              | 0.781                             |                                   |                                   |                                   |
| 77                                | Iwanowo                            | 0.778                             |                                   |                                   |                                   |
| 78                                | Region Altai                       | 0.777                             |                                   |                                   |                                   |
| 79                                | Tschetschenien                     | 0.765                             |                                   |                                   |                                   |
| 80                                | Republik Tuwa                      | 0.750                             |                                   |                                   |                                   |

## Föderationskreise nach HDI
Alle 8 Föderationskreise nach der Entwicklung des Human Development Index von 1995 bis 2015. Angegeben ist zudem ein Land mit einem ähnlichen Human Development Index im selben Jahr. Mit einem Wert von 0,804 belegte Russland Platz 49 im Human Development Index.
| Rang | Föderationskreis | HDI 1995 | HDI 2000 | HDI 2005 | HDI 2010 | HDI 2015 | Steigerung 1995–2015 | Vergleichbares Land |
| ---- | ---------------- | -------- | -------- | -------- | -------- | -------- | -------------------- | ------------------- |
| 1    | Zentralrussland  | 0.716    | 0.745    | 0.786    | 0.815    | 0.830    | ▲ 0.114              | Lettland            |
| 2    | Ural             | 0.709    | 0.730    | 0.773    | 0.793    | 0.819    | ▲ 0.110              | Bahrain             |
| 3    | Nordwestrussland | 0.700    | 0.718    | 0.751    | 0.789    | 0.814    | ▲ 0.114              | Bahrain             |
| 4    | Ferner Osten     | 0.704    | 0.720    | 0.743    | 0.784    | 0.794    | ▲ 0.090              | Bulgarien           |
| 5    | Wolga            | 0.692    | 0.706    | 0.733    | 0.759    | 0.784    | ▲ 0.092              | Antigua und Barbuda |
| 6    | Südrussland      | 0.682    | 0.697    | 0.730    | 0.765    | 0.783    | ▲ 0.101              | Seychellen          |
| 7    | Nordkaukasus     | 0.695    | 0.698    | 0.734    | 0.766    | 0.777    | ▲ 0.082              | Costa Rica          |
| 8    | Sibirien         | 0.676    | 0.691    | 0.715    | 0.751    | 0.775    | ▲ 0.099              | Kuba                |
|      | Russland         | 0.700    | 0.720    | 0.754    | 0.784    | 0.804    | ▲ 0.104              | Rumänien            |